# Alberto García Hamilton
 Alberto García Hamilton (Montevideo, Uruguay, 22 de octubre de 1872 – ídem, 5 de febrero de 1947 ) fue un empresario y periodista que fundó y dirigió el periódico La Gaceta  de Tucumán.

## Actividad periodística
A los quince años comenzó a realizar tareas periodísticas en el periódico El Comercio de la ciudad de Fray Bentos y a los veinte era su director.
En la década de 1890, cuando los Colorados y Blancos disputaban el poder en su país, García Hamilton se puso del lado de estos, militancia que se reflejaba en el periódico. Viendo en peligro su vida a raíz de ello, huyó clandestinamente a Argentina y se radicó en Tucumán, donde comenzó a trabajar como periodista en el periódico El Orden  de Tucumán al mismo tiempo que colaboraba en otros periódicos y revistas de la provincia.
También se acercó a la política y en 1906 colaboró con el gobernador Luis Nougués y ocupó una banca como concejal por el Comité Popular del Comercio. En 1911 comenzó a colaborar con medios ´de prensa de Buenos Aires como Caras y Caretas, La Nación y La Razón. Por esa época hizo entrevistas a personalidades relevantes, la más destacada de las cuales fue al Presidente de Estados Unidos, Teodoro Roosevelt.
El domingo 4 de agosto de 1912 apareció la primera edición de La Gaceta, de 4 páginas a 6 columnas, fundada y dirigida por García Hamilton e impreso en un taller particular. Los primeros meses se publicaba solo los domingos, día en que en la provincia no había otros periódicos, y después empezó a aparecer diariamente. 
Cuando la Unión Cívica Radical que estaba en el poder tuvo una fractura, Alberto García Hamilton que apoyaba públicamente a esa fuera política se inclinó por la fracción “azul”, que perdió frente a la “roja”. En 1916 militantes de esta se manifestaron violentamente e intentaron asaltar las instalaciones de La Gaceta, lo que determinó que García Hamilton y su familia se radicaran en Buenos Aires.
Con los años La Gaceta amplió su distribución a otras 4 provincias del norte argentino llegó a ser el diario de mayor tirada de la región. En 1949, se agregó al diario un suplemento cultural fundado y dirigido hasta su muerte por su nieto Daniel Alberto Dessein, titulado La Gaceta Literaria, que tuvo a colaboradores de la importancia de Tomás Eloy Martínez y Ernesto Schoo, entre otros, y alcanzó prestigio internacional.
En 1929 su hijo Enrique, de 22 años compró un edificio en Tucumán para el diario e instaló una rotativa HOE. En 1937 estableció LV 12 Radio Aconquija, una de las principales radios que aún funcionan en Tucumán.
Falleció en Montevideo el 5 de febrero de 1947. Uno de los sillones académicos de la Academia Nacional de Periodismo de Argentina lleva su nombre en su homenaje.